# Microrregión de Nhandeara
La microrregión de Nhandeara es una de las microrregiones del estado brasilero de São Paulo perteneciente a la Mesorregión de São José do Río Preto. Tiene una población de 65.337 habitantes (IBGE/2010) y está dividida en nueve municipios. Posee un área total de 2.016,7 km².

## Municipios
- Macaubal
- Monções
- Monte Aprazível
- Neves Paulista
- Nhandeara
- Nipoã
- Poloni
- Sebastianópolis do Sul
- União Paulista